# Heterospilus fonsecai
Heterospilus fonsecai – gatunek błonkówki z rodziny męczelkowatych i podrodziny Doryctinae.
Ciało długości 4 mm. Głowa ciemnobrązowa z miodowożółtą twarzą i trzonkiem czułka oraz brązowym jego biczykiem; jej ciemię pokryte delikatnymi rowkami. Rowki obecne także na czole i twarzy. Tułów i metasoma ciemnobrązowe z jaśniejszymi tergitami V-IV. Odnóża żółte, a skrzydła z brązowymi żyłkami i żółtą pterostygmą. Boczne płaty śródtarczki gładkie. Mezopleury gładkie. Pierwsze tergum metasomy u wierzchołka nie węższe niż dłuższe, a terga 2+3 o prostym przednim rowku poprzecznym. Pokładełko dłuższe od metasomy.
Gatunek znany wyłącznie z Kostaryki.